# Liste der Afrikameister in der Leichtathletik/Medaillengewinnerinnen
Die Liste der Afrikameister in der Leichtathletik führt sämtliche Medaillengewinnerinnen bei Leichtathletik-Afrikameisterschaften auf. Sie ist gegliedert nach Wettbewerben, die aktuell zum Wettkampfprogramm gehören und nach nicht mehr ausgetragenen Wettbewerben.

## Aktuelle Wettbewerbe

### 100 m
| Afrikameisterschaften | Afrikameisterschaften | Gold               | Silber              | Bronze                 |
| --------------------- | --------------------- | ------------------ | ------------------- | ---------------------- |
| 1979                  | Dakar                 | Oguzoeme Nsenu     | Hannah Afriyie      | Nzaeli Kyomo           |
| 1982                  | Kairo                 | Alice Adala        | Nawal El Moutawakel | Nzaeli Kyomo           |
| 1984                  | Rabat                 | Doris Wiredu       | Joyce Odhiambo      | Grace Armah            |
| 1985                  | Kairo                 | Rufina Ubah        | Doris Wiredu        | Lynda Eseimokumo       |
| 1988                  | Annaba                | Mary Onyali        | Falilat Ogunkoya    | Lalao Ravaonirina      |
| 1989                  | Lagos                 | Mary Onyali        | Tina Iheagwam       | Rufina Ubah            |
| 1990                  | Kairo                 | Onyinye Chikezie   | Chioma Ajunwa       | Mary Tombiri           |
| 1992                  | Belle Vue Maurel      | Elinda Vorster     | Marcel Winkler      | Rufina Ubah            |
| 1993                  | Durban                | Beatrice Utondu    | Elinda Vorster      | Christy Opara-Thompson |
| 1996                  | Yaoundé               | Georgette Nkoma    | Marliese Steyn      | Myriam Léonie Mani     |
| 1998                  | Dakar                 | Mary Onyali        | Endurance Ojokolo   | Rose Aboaja            |
| 2000                  | Algier                | Myriam Léonie Mani | Aïda Diop           | Monica Twum            |
| 2002                  | Radès                 | Endurance Ojokolo  | Myriam Léonie Mani  | Chinedu Odozor         |
| 2004                  | Brazzaville           | Endurance Ojokolo  | Mercy Nku           | Geraldine Pillay       |
| 2006                  | Bambous               | Vida Anim          | Geraldine Pillay    | Endurance Ojokolo      |
| 2008                  | Addis Abeba           | Oludamola Osayomi  | Vida Anim           | Delphine Atangana      |
| 2010                  | Nairobi               | Blessing Okagbare  | Ruddy Zang Milama   | Oludamola Osayomi      |
| 2012                  | Porto-Novo            | Ruddy Zang Milama  | Blessing Okagbare   | Gloria Asumnu          |
| 2014                  | Marrakesch            | Blessing Okagbare  | Murielle Ahouré     | Marie-Josée Ta Lou     |
| 2016                  | Durban                | Murielle Ahouré    | Carina Horn         | Marie-Josée Ta Lou     |
| 2018                  | Asaba                 | Marie-Josée Ta Lou | Janet Amponsah      | Joy Udo-Gabriel        |
| 2022                  | Port Louis            | Gina Bass          | Aminatou Seyni      | Carina Horn            |
| 2024                  | Douala                | Gina Bass Bittaye  | Maia McCoy          | Maboundou Koné         |

### 200 m
| Afrikameisterschaften | Afrikameisterschaften | Gold                | Silber                   | Bronze             |
| --------------------- | --------------------- | ------------------- | ------------------------ | ------------------ |
| 1979                  | Dakar                 | Hannah Afriyie      | Nzaeli Kyomo             | Ruth Waithera      |
| 1982                  | Kairo                 | Nzaeli Kyomo        | Marième Boye             | Ruth Enang Mesode  |
| 1984                  | Rabat                 | Nawal El Moutawakel | Mercy Addy               | Joyce Odhiambo     |
| 1985                  | Kairo                 | Rufina Ubah         | Mary Onyali              | Martha Appiah      |
| 1988                  | Annaba                | Falilat Ogunkoya    | Martha Appiah            | Veronica Bawuah    |
| 1989                  | Lagos                 | Mary Onyali         | Falilat Ogunkoya         | Lalao Ravaonirina  |
| 1990                  | Kairo                 | Fatima Yusuf        | Emily Odoemenam          | Helena Amoako      |
| 1992                  | Belle Vue Maurel      | Elinda Vorster      | Marcel Winkler           | Yolanda Steyn      |
| 1993                  | Durban                | Mary Onyali         | Yolanda Steyn            | Evette de Klerk    |
| 1996                  | Yaoundé               | Georgette Nkoma     | Marliese Steyn           | Myriam Léonie Mani |
| 1998                  | Dakar                 | Falilat Ogunkoya    | Rose Aboaja              | Heide Seyerling    |
| 2000                  | Algier                | Myriam Léonie Mani  | Aïda Diop                | Fatima Yusuf       |
| 2002                  | Radès                 | Kaltouma Nadjina    | Aïda Diop                | Myriam Léonie Mani |
| 2004                  | Brazzaville           | Geraldine Pillay    | Kadiatou Camara          | Kaltouma Nadjina   |
| 2006                  | Bambous               | Vida Anim           | Geraldine Pillay         | Fabienne Feraez    |
| 2008                  | Addis Abeba           | Isabel Le Roux      | Kadiatou Camara          | Oludamola Osayomi  |
| 2010                  | Nairobi               | Oludamola Osayomi   | Estie Wittstock          | Ruddy Zang Milama  |
| 2012                  | Porto-Novo            | Gloria Asumnu       | Lawretta Ozoh            | Marie-Josée Ta Lou |
| 2014                  | Marrakesch            | Murielle Ahouré     | Marie-Josée Ta Lou       | Dominique Duncan   |
| 2016                  | Durban                | Marie-Josée Ta Lou  | Alyssa Conley            | Gina Bass          |
| 2018                  | Asaba                 | Marie-Josée Ta Lou  | Germaine Abessolo Bivina | Janet Amponsah     |
| 2022                  | Port Louis            | Aminatou Seyni      | Maximila Imali           | Rhoda Njobvu       |
| 2024                  | Douala                | Jessika Gbai        | Maboundou Koné           | Asimenye Simwaka   |

### 400 m
| Afrikameisterschaften | Afrikameisterschaften | Gold              | Silber                   | Bronze                 |
| --------------------- | --------------------- | ----------------- | ------------------------ | ---------------------- |
| 1979                  | Dakar                 | Grace Bakari      | Marième Boye             | Mary Chemweno          |
| 1982                  | Kairo                 | Ruth Atuti        | Célestine N’Drin         | Marième Boye           |
| 1984                  | Rabat                 | Ruth Atuti        | Mable Esendi             | Mercy Addy             |
| 1985                  | Kairo                 | Kehinde Vaughan   | Doris Wiredu             | Grace Bakari           |
| 1988                  | Annaba                | Airat Bakare      | Célestine N’Drin         | Mercy Addy             |
| 1989                  | Lagos                 | Falilat Ogunkoya  | Fatima Yusuf             | Airat Bakare           |
| 1990                  | Kairo                 | Fatima Yusuf      | Charity Opara            | Emily Odoemenam        |
| 1992                  | Belle Vue Maurel      | Omotayo Akinremi  | Aïssatou Tandian         | Omolade Akinremi       |
| 1993                  | Durban                | Tina Paulino      | Emily Odoemenam          | Aïssatou Tandian       |
| 1996                  | Yaoundé               | Saidat Onanuga    | Grace Birungi            | Alimata Koné           |
| 1998                  | Dakar                 | Falilat Ogunkoya  | Charity Opara            | Ony Paule Ratsimbazafy |
| 2000                  | Algier                | Claudine Komgang  | Mireille Nguimgo         | Kaltouma Nadjina       |
| 2002                  | Radès                 | Kaltouma Nadjina  | Mireille Nguimgo         | Awatef Ben Hassine     |
| 2004                  | Brazzaville           | Fatou Bintou Fall | Kaltouma Nadjina         | Hortense Béwouda       |
| 2006                  | Bambous               | Amy Mbacké Thiam  | Amantle Montsho          | Louise Ayétotché       |
| 2008                  | Addis Abeba           | Amantle Montsho   | Folashade Abugan         | Racheal Nachula        |
| 2010                  | Nairobi               | Amantle Montsho   | Amy Mbacké Thiam         | Folashade Abugan       |
| 2012                  | Porto-Novo            | Amantle Montsho   | Regina George            | Amy Mbacké Thiam       |
| 2014                  | Marrakesch            | Folashade Abugan  | Kabange Mupopo           | Patience Okon George   |
| 2016                  | Durban                | Kabange Mupopo    | Margaret Nyairera Wambui | Patience Okon George   |
| 2018                  | Asaba                 | Caster Semenya    | Christine Botlogetswe    | Yinka Ajayi            |
| 2022                  | Port Louis            | Miranda Coetzee   | Niddy Mingilishi         | Veronica Mutua         |
| 2024                  | Douala                | Miranda Coetzee   | Quincy Malekani          | Esther Elo Joseph      |

### 800 m
| Afrikameisterschaften | Afrikameisterschaften | Gold                      | Silber                    | Bronze                         |
| --------------------- | --------------------- | ------------------------- | ------------------------- | ------------------------------ |
| 1979                  | Dakar                 | Mary Chemweno             | Rose Tata                 | Amsale Woldegibriel            |
| 1982                  | Kairo                 | Evelyn Adiru              | Célestine N’Drin          | Mary Chepkemboi                |
| 1984                  | Rabat                 | Justina Chepchirchir      | Florence Wanjiru          | Célestine N’Drin               |
| 1985                  | Kairo                 | Selina Chirchir           | Mary Chemweno             | Fatima Aouam                   |
| 1988                  | Annaba                | Hassiba Boulmerka         | Maria de Lurdes Mutola    | Sheila Seebaluck               |
| 1989                  | Lagos                 | Hassiba Boulmerka         | Zewde Hailemariam         | Emebet Shiferaw                |
| 1990                  | Kairo                 | Maria de Lurdes Mutola    | Edith Nakiyingi           | Zewde Hailemariam              |
| 1992                  | Belle Vue Maurel      | Zewde Hailemariam         | Najat Ouali               | Ilse Wicksell                  |
| 1993                  | Durban                | Maria de Lurdes Mutola    | Gladys Wamuyu             | Ilse Wicksell                  |
| 1996                  | Yaoundé               | Naomi Mugo                | Léontine Tsiba            | Adama Njie                     |
| 1998                  | Dakar                 | Maria de Lurdes Mutola    | Hasna Benhassi            | Julia Sakara                   |
| 2000                  | Algier                | Hasna Benhassi            | Nouria Mérah-Benida       | Gladys Wamuyu                  |
| 2002                  | Radès                 | Maria de Lurdes Mutola    | Agnes Samaria             | Amina Aït Hammou               |
| 2004                  | Brazzaville           | Saïda el-Mehdi            | Charity Wandia            | Caroline Jepchirchir Chepkwony |
| 2006                  | Bambous               | Janeth Jepkosgei Busienei | Maria de Lurdes Mutola    | Nouria Mérah-Benida            |
| 2008                  | Addis Abeba           | Pamela Jelimo             | Maria de Lurdes Mutola    | Agnes Samaria                  |
| 2010                  | Nairobi               | Zahra Bouras              | Janeth Jepkosgei Busienei | Malika Akkaoui                 |
| 2012                  | Porto-Novo            | Francine Niyonsaba        | Eunice Jepkoech Sum       | Malika Akkaoui                 |
| 2014                  | Marrakesch            | Eunice Jepkoech Sum       | Janeth Jepkosgei Busienei | Agatha Jeruto                  |
| 2016                  | Durban                | Caster Semenya            | Malika Akkaoui            | Emily Cherotich Tuei           |
| 2018                  | Asaba                 | Caster Semenya            | Francine Niyonsaba        | Habitam Alemu                  |
| 2022                  | Port Louis            | Jarinter Mwasya           | Netsanet Desta            | Prudence Sekgodiso             |
| 2024                  | Douala                | Sarah Moraa               | Lilian Odira              | Soukaina Hajji                 |

### 1500 m
| Afrikameisterschaften | Afrikameisterschaften | Gold                   | Silber                   | Bronze                   |
| --------------------- | --------------------- | ---------------------- | ------------------------ | ------------------------ |
| 1979                  | Dakar                 | Sakina Boutamine       | Rose Thomson             | Hassania Darami          |
| 1982                  | Kairo                 | Justina Chepchirchir   | Mary Chepkemboi          | Lenah Jemutai Cheruiyot  |
| 1984                  | Rabat                 | Justina Chepchirchir   | Fatima Aouam             | Leïla Bendahmane         |
| 1985                  | Kairo                 | Mary Chemweno          | Fatima Aouam             | Hellen Kimaiyo Kipkoskei |
| 1988                  | Annaba                | Hassiba Boulmerka      | Fatima Aouam             | Getenesh Urge            |
| 1989                  | Lagos                 | Hassiba Boulmerka      | Hellen Kimaiyo Kipkoskei | Emebet Shiferaw          |
| 1990                  | Kairo                 | Maria de Lurdes Mutola | Edith Nakiyingi          | Margaret Ngotho          |
| 1992                  | Belle Vue Maurel      | Elana Meyer            | Gwen Griffiths           | Najat Ouali              |
| 1993                  | Durban                | Elana Meyer            | Gwen Griffiths           | Getenesh Urge            |
| 1996                  | Yaoundé               | Naomi Mugo             | Stéphanie Nicole Zanga   | Léontine Tsiba           |
| 1998                  | Dakar                 | Jackline Maranga       | Julia Sakara             | Bouchra Ben Thami        |
| 2000                  | Algier                | Nouria Mérah-Benida    | Gladys Wamuyu            | Berhane Herpassa         |
| 2002                  | Radès                 | Jackline Maranga       | Abir Nakhli              | Hasna Benhassi           |
| 2004                  | Brazzaville           | Nancy Jebet Langat     | Saïda el-Mehdi           | Jeruto Kiptum Kiptubi    |
| 2006                  | Bambous               | Nouria Mérah-Benida    | Safa Aissaoui            | Berhane Herpassa         |
| 2008                  | Addis Abeba           | Gelete Burka           | Meskerem Assefa          | Agnes Samaria            |
| 2010                  | Nairobi               | Nancy Jebet Langat     | Gelete Burka             | Btissam Lakhouad         |
| 2012                  | Porto-Novo            | Rababe Arafi           | Mary Kuria               | Margaret Wangari Muriuki |
| 2014                  | Marrakesch            | Hellen Obiri           | Dawit Seyaum             | Rababe Arafi             |
| 2016                  | Durban                | Caster Semenya         | Rababe Arafi             | Adanech Anbesa           |
| 2018                  | Asaba                 | Winny Chebet           | Rababe Arafi             | Malika Akkaoui           |
| 2022                  | Port Louis            | Winny Chebet           | Purity Chepkirui         | Ayal Dagnachew           |
| 2024                  | Douala                | Saron Berhe            | Caroline Nyaga           | Esther Chebet            |

### 5000 m
| Afrikameisterschaften | Afrikameisterschaften | Gold             | Silber                     | Bronze                 |
| --------------------- | --------------------- | ---------------- | -------------------------- | ---------------------- |
| 1996                  | Yaoundé               | Florence Djépé   | Marie Python               | Cathreen Ngwang        |
| 1998                  | Dakar                 | Berhane Adere    | Sally Barsosio             | Merima Denboba         |
| 2000                  | Algier                | Asmae Leghzaoui  | Meseret Defar              | Merima Denboba         |
| 2002                  | Radès                 | Berhane Adere    | Dorcus Inzikuru            | Ejegayehu Dibaba       |
| 2004                  | Brazzaville           | Etalemahu Kidane | Priscah Jepleting Cherono  | Angèle Haronsimana     |
| 2006                  | Bambous               | Meseret Defar    | Tirunesh Dibaba            | Sylvia Jebiwott Kibet  |
| 2008                  | Addis Abeba           | Meselech Melkamu | Meseret Defar              | Grace Kwamboka Momanyi |
| 2010                  | Nairobi               | Vivian Cheruiyot | Meseret Defar              | Sentayehu Ejigu        |
| 2012                  | Porto-Novo            | Gladys Cherono   | Veronica Nyaruai           | Gotytom Gebreslase     |
| 2014                  | Marrakesch            | Almaz Ayana      | Genzebe Dibaba             | Janet Kisa             |
| 2016                  | Durban                | Sheila Chepkirui | Margaret Chelimo Kipkemboi | Dera Dida              |
| 2018                  | Asaba                 | Hellen Obiri     | Senbere Teferi             | Meskerem Mamo          |
| 2022                  | Port Louis            | Beatrice Chebet  | Fantaye Belayneh           | Caroline Nyaga         |
| 2024                  | Douala                | Fantaye Belayneh | Wubrist Aschal             | Samiyah Hassan Nour    |

### 10.000 m
| Afrikameisterschaften | Afrikameisterschaften | Gold                    | Silber                    | Bronze                 |
| --------------------- | --------------------- | ----------------------- | ------------------------- | ---------------------- |
| 1985                  | Kairo                 | Hassania Darami         | Karima Farag Mohamed      |                        |
| 1988                  | Annaba                | Marcianne Mukamurenzi   | Hassania Darami           | Malika Benhabylès      |
| 1989                  | Lagos                 | Jane Ngotho             | Tigist Moreda             | Marcianne Mukamurenzi  |
| 1990                  | Kairo                 | Derartu Tulu            | Jane Ngotho               | Tigist Moreda          |
| 1992                  | Belle Vue Maurel      | Derartu Tulu            | Lydia Cheromei            | Luchia Yishak          |
| 1993                  | Durban                | Berhane Adere           | Lydia Cheromei            | Fatuma Roba            |
| 2000                  | Algier                | Souad Aït Salem         | Genet Teka                | Bouchra Chaâbi         |
| 2002                  | Radès                 | Susan Chepkemei         | Leah Jemeli Malot         | Eyerusalem Kuma        |
| 2004                  | Brazzaville           | Eyerusalem Kuma         | Irene Kwambai Kipchumba   | Catherine Kirui        |
| 2006                  | Bambous               | Edith Masai             | Isabella Ochichi          | Emily Chebet Muge      |
| 2008                  | Addis Abeba           | Tirunesh Dibaba         | Ejegayehu Dibaba          | Wude Ayalew            |
| 2010                  | Nairobi               | Tirunesh Dibaba         | Meselech Melkamu          | Linet Chepkwemoi Masai |
| 2012                  | Porto-Novo            | Gladys Cherono          | Priscah Jepleting Cherono | Betsy Saina            |
| 2014                  | Marrakesch            | Joyce Chepkirui         | Emily Chebet Muge         | Belaynesh Oljira       |
| 2016                  | Durban                | Alice Aprot Nawowuna    | Jackline Chepngeno        | Joyciline Jepkosgei    |
| 2018                  | Asaba                 | Stacey Chepkemboi Ndiwa | Alice Aprot Nawowuna      | Gete Alemayehu         |
| 2022                  | Port Louis            | Caroline Nyaga          | Rachael Zena Chebet       | Meseret Gebre          |
| 2024                  | Douala                | Gladys Kwamboka         | Rebecca Mwangi            | Gela Hambese           |

### 100 m Hürden
| Afrikameisterschaften | Afrikameisterschaften | Gold                  | Silber              | Bronze                |
| --------------------- | --------------------- | --------------------- | ------------------- | --------------------- |
| 1979                  | Dakar                 | Judy Bell-Gam         | Bella Bell-Gam      | Fatima El Faquir      |
| 1982                  | Kairo                 | Nawal El Moutawakel   | Ruth Kyalisima      | Chérifa Meskaoui      |
| 1984                  | Rabat                 | Maria Usifo           | Awa Dioum-Ndiaye    | Chérifa Meskaoui      |
| 1985                  | Kairo                 | Maria Usifo           | Cécile Ngambi       | Albertine Koutouan    |
| 1988                  | Annaba                | Maria Usifo           | Diana Yankey        | Yasmina Azzizi        |
| 1989                  | Lagos                 | Diana Yankey          | Hope Obika          | Mosun Adesina         |
| 1990                  | Kairo                 | Diana Yankey          | Nezha Bidouane      | Mosun Adesina         |
| 1992                  | Belle Vue Maurel      | Ime Akpan             | Karen van der Veen  | Annemarie le Roux     |
| 1993                  | Durban                | Nicole Ramalalanirina | Taiwo Aladefa       | Annemarie le Roux     |
| 1996                  | Yaoundé               | Glory Alozie          | Lana Uys            | Mame Tacko Diouf      |
| 1998                  | Dakar                 | Glory Alozie          | Mame Tacko Diouf    | Corien Botha          |
| 2000                  | Algier                | Glory Alozie          | Rosa Rakotozafy     | Maria-Joëlle Conjungo |
| 2002                  | Radès                 | Rosa Rakotozafy       | Angela Atede        | Kéné Ndoye            |
| 2004                  | Brazzaville           | Rosa Rakotozafy       | Carole Kaboud Mebam | Alima Soura           |
| 2006                  | Bambous               | Olutoyin Augustus     | Carole Kaboud Mebam | Gnima Faye            |
| 2008                  | Addis Abeba           | Fatmata Fofanah       | Olutoyin Augustus   | Carole Kaboud Mebam   |
| 2010                  | Nairobi               | Seun Adigun           | Gnima Faye          | Amina Ferguen         |
| 2012                  | Porto-Novo            | Gnima Faye            | Amina Ferguen       | Uhunoma Osazuwa       |
| 2014                  | Marrakesch            | Rikenette Steenkamp   | Rosvitha Okou       | Nichole Denby         |
| 2016                  | Durban                | Claudia Heunis        | Marthe Koala        | Maryke Brits          |
| 2018                  | Asaba                 | Tobi Amusan           | Rikenette Steenkamp | Rosvitha Okou         |
| 2022                  | Port Louis            | Tobi Amusan           | Ebony Morrison      | Marione Fourie        |
| 2024                  | Douala                | Ebony Morrison        | Marione Fourie      | Sidonie Fiadanantsoa  |

### 400 m Hürden
| Afrikameisterschaften | Afrikameisterschaften | Gold                 | Silber                | Bronze                 |
| --------------------- | --------------------- | -------------------- | --------------------- | ---------------------- |
| 1979                  | Dakar                 | Fatima El Faquir     | Rose Tata             | Ruth Kyalisima         |
| 1982                  | Kairo                 | Nawal El Moutawakel  | Ruth Kyalisima        | Rose Tata              |
| 1984                  | Rabat                 | Nawal El Moutawakel  | Rachida Ferdjaoui     |                        |
| 1985                  | Kairo                 | Nawal El Moutawakel  | Maria Usifo           | Marie Womplou          |
| 1988                  | Annaba                | Maria Usifo          | Ruth Kyalisima        | Marie Womplou          |
| 1989                  | Lagos                 | Maria Usifo          | Marie Womplou         | Zewde Hailemariam      |
| 1990                  | Kairo                 | Nezha Bidouane       | Omolade Akinremi      | Omotayo Akinremi       |
| 1992                  | Belle Vue Maurel      | Myrtle Bothma        | Nadia Zétouani        | Omolade Akinremi       |
| 1993                  | Durban                | Omotayo Akinremi     | Lana Uys              | Karen Swanepoel        |
| 1996                  | Yaoundé               | Saidat Onanuga       | Lana Uys              | Kleintjie Mogotsi      |
| 1998                  | Dakar                 | Nezha Bidouane       | Mame Tacko Diouf      | Saidat Onanuga         |
| 2000                  | Algier                | Mame Tacko Diouf     | Gnima Touré           | Nabila Jami            |
| 2002                  | Radès                 | Zahra Lachguer       | Carole Kaboud Mebam   | Mame Tacko Diouf       |
| 2004                  | Brazzaville           | Surita Febbraio      | Mame Tacko Diouf      | Zahra Lachguer         |
| 2006                  | Bambous               | Janet Wienand        | Houria Moussa         | Aïssata Soulama        |
| 2008                  | Addis Abeba           | Muizat Ajoke Odumosu | Lamiae Lhabz          | Aïssata Soulama        |
| 2010                  | Nairobi               | Hayat Lambarki       | Muizat Ajoke Odumosu  | Maureen Jelagat Maiyo  |
| 2012                  | Porto-Novo            | Muizat Ajoke Odumosu | Hayat Lambarki        | Raasin McIntosh        |
| 2014                  | Marrakesch            | Wenda Nel            | Amaka Ogoegbunam      | Francisca Koki Manunga |
| 2016                  | Durban                | Wenda Nel            | Maureen Jelagat Maiyo | Tameka Jameson         |
| 2018                  | Asaba                 | Lamiae Lhabz         | Wenda Nel             | Maureen Jelagat Maiyo  |
| 2022                  | Port Louis            | Zenéy van der Walt   | Taylon Bieldt         | Noura Ennadi           |
| 2024                  | Douala                | Rogail Joseph        | Noura Ennadi          | Linda Angounou         |

### 3000 m Hindernis
| Afrikameisterschaften | Afrikameisterschaften | Gold                  | Silber                      | Bronze                |
| --------------------- | --------------------- | --------------------- | --------------------------- | --------------------- |
| 2004                  | Brazzaville           | Bouchra Chaâbi        | Nawal Baïbi                 | Tebogo Masehla        |
| 2006                  | Bambous               | Jeruto Kiptum Kiptubi | Habiba Ghribi               | Bouchra Chaâbi        |
| 2008                  | Addis Abeba           | Zemzem Ahmed          | Mekdes Bekele               | Ruth Bisibori Nyangau |
| 2010                  | Nairobi               | Milcah Chemos Cheywa  | Sofia Assefa                | Lydia Rotich          |
| 2012                  | Porto-Novo            | Mercy Wanjiku Njoroge | Birtukan Adamu              | Hyvin Kiyeng          |
| 2014                  | Marrakesch            | Hiwot Ayalew          | Sofia Assefa                | Salima Elouali Alami  |
| 2016                  | Durban                | Norah Jeruto          | Agnes Jesang                | Weynshet Ansa         |
| 2018                  | Asaba                 | Beatrice Chepkoech    | Celliphine Chepteek Chespol | Fancy Cherono         |
| 2022                  | Port Louis            | Werkuha Getachew      | Zerfe Wondemagegn           | Caren Chebet          |
| 2024                  | Douala                | Loice Chekwemoi       | Alemnat Walle               | Leah Jeruto           |

### 4 × 100 m Staffel
| Afrikameisterschaften | Afrikameisterschaften | Gold                                                                                       | Silber                                                                                                   | Bronze                                                                                                |
| --------------------- | --------------------- | ------------------------------------------------------------------------------------------ | --- | --- |
| 1979                  | Dakar                 | Ghana Hannah Afriyie Grace Bakari Janet Yawson Jeanette Ofusu                              | Nigeria Oguzoeme Nsenu Rufina Ubah Fosa Ibini Alaba Ojumola                                              | Senegal Marième Boye Françoise Damado Fatou Cissoko Maty N'Diaye                                      |
| 1982                  | Kairo                 | Kenia Joyce Odhiambo Geraldine Shitandayi Alice Adala Ruth Atuti                           | Elfenbeinküste Soungbè Sakanoko Odette Tapé Séraphine Diambra ?                                          | Senegal Marième Boye Françoise Damado ? ?                                                             |
| 1984                  | Rabat                 | Kenia Esther Kawaya Joyce Odhiambo Ruth Atuti Mable Esendi                                 | Ghana Mercy Addy Grace Armah Cynthia Quartey Doris Wiredu                                                | Gambia Georgiana Freeman Jabou Jawo Amie Ndow Frances Jatta                                           |
| 1985                  | Kairo                 | Ghana Martha Appiah Grace Armah Cynthia Quartey Doris Wiredu                               | Nigeria Beatrice Utondu Mary Onyali Lynda Eseimokumo Rufina Ubah                                         | Elfenbeinküste Patricia Foufoué Ziga Célestine N’Drin Louise Koré Seraphine Murekatete                |
| 1988                  | Annaba                | Ghana Veronica Bawuah Diana Yankey Mercy Addy Martha Appiah                                | Elfenbeinküste Alimata Koné Louise Koré Marie Womplou Patricia Foufoué Ziga                              | Senegal Aïda Diop Ndeye Aminata Niang Aïssatou Tandian Néné Sangharé                                  |
| 1989                  | Lagos                 | Nigeria Beatrice Utondu Rufina Ubah ? ?                                                    | Ghana | Elfenbeinküste                                                                                        |
| 1990                  | Kairo                 | Nigeria Chioma Ajunwa Onyinye Chikezie Mary Tombiri Fatima Yusuf                           | Ghana Philomena Mensah Cynthia Quartey Diana Yankey Helena Amoako                                        | Ägypten Karima Miskin Saad Wafa Bashir Huda Hashem Ismail Muna Mohamed Mansour                        |
| 1992                  | Belle Vue Maurel      | Südafrikanische Union Yolanda Steyn Karen Botha Marcel Winkler Elinda Vorster              | Nigeria Onyinye Chikezie Mary Tombiri Rufina Ubah Ime Akpan                                              | Madagaskar Monica Rahanitraniriana Hanitriniaina Rakotondrabé Nicole Ramalalanirina Lalao Ravaonirina |
| 1993                  | Durban                | Nigeria Faith Idehen Mary Onyali-Omagbemi Christy Opara-Thompson Beatrice Utondu           | Madagaskar Hanitriniaina Rakotondrabé Nicole Ramalalanirina Lalao Ravaonirina Lantoniaina Ramalalanirina | Südafrikanische Union Evette de Klerk Yolanda Steyn Elinda Vorster Susan Knox                         |
| 1996                  | Yaoundé               | Kamerun                                                                                    | Elfenbeinküste                                                                                           | Senegal                                                                                               |
| 1998                  | Dakar                 | Nigeria Endurance Ojokolo Henrietta Ajaegbu Funmilola Ogundana Rose Aboaja                 | Madagaskar Hanitriniaina Rakotondrabé Lalao Ravaonirina Ony Paule Ratsimbazafy Rosa Rakotozafy           | Ghana Veronica Bawuah Vida Nsiah Monica Twum Mavis Akoto                                              |
| 2000                  | Algier                | Ghana Helena Amoako Monica Twum Veronica Bawuah Vida Anim                                  | Senegal Bintou N'Diaye Aminata Diouf Mame Tacko Diouf Aïda Diop                                          | Kamerun Françoise Mbango Etone Claudine Komgang Hortense Béwouda Mireille Nguimgo                     |
| 2002                  | Radès                 | Südafrika Dikeledi Moropane Geraldine Pillay Dominique Koster Janice Josephs               | Elfenbeinküste Christiane Yao Makaridja Sanganoko Matagari Diazasouba Amandine Allou Affoué              | Ghana Georgina Sowah Vida Bruce Gifty Addy Aisha Primang                                              |
| 2004                  | Brazzaville           | Nigeria Gloria Kemasuode Mercy Nku Oludamola Osayomi Endurance Ojokolo                     | Südafrika Dikeledi Moropane Heide Seyerling Adri Schoeman Geraldine Pillay                               | Senegal Fatoumata Coly Aïda Diop Aïssatou Badji Aminata Diouf                                         |
| 2006                  | Bambous               | Ghana Gifty Addy Elizabeth Amolofo Vida Anim Esther Dankwah                                | Nigeria Olutoyin Augustus Francisca Idoko Gloria Kemasuode Endurance Ojokolo                             | Kamerun Esther Ndoumbé Carole Kaboud Mebam Joséphine Mbarga-Bikié Myriam Léonie Mani                  |
| 2008                  | Addis Abeba           | Nigeria Endurance Ojokolo Gloria Kemasuode Susan Akene Oludamola Osayomi                   | Ghana Gifty Addy Elizabeth Amolofo Esther Dankwah Vida Anim                                              | Südafrika Tsholofelo Thipe Isabel Le Roux Christine Ras Geraldine Pillay                              |
| 2010                  | Nairobi               | Nigeria Lawretta Ozoh Agnes Osazuwa Oludamola Osayomi Blessing Okagbare                    | Kamerun Fanny Appes Ekanga Charlotte Mebenga Amombo Carole Kaboud Mebam Delphine Atangana                | Ghana Rosina Amenebede Elizabeth Amolofo Beatrice Gyaman Flings Owusu-Agyapong                        |
| 2012                  | Porto-Novo            | Nigeria Christy Udoh Gloria Asumnu Oludamola Osayomi Lawretta Ozoh                         | Ghana Rosina Amenebede Flings Owusu-Agyapong Beatrice Gyaman Janet Amponsah                              | Elfenbeinküste Marie-Josée Ta Lou Amandine Allou Affoué Mireille Parfaite Gaha Adeline Gouenon        |
| 2014                  | Marrakesch            | Nigeria Gloria Asumnu Lawretta Ozoh Dominique Duncan Blessing Okagbare                     | Elfenbeinküste Tryphene Kouame Adjoua Mireille Parfaite Gaha Adeline Gouénon Marie-Josée Ta Lou          | Ghana Flings Owusu-Agyapong Gemma Acheampong Beatrice Gyaman Janet Amponsah                           |
| 2016                  | Durban                | Südafrika Tebogo Mamathu Alyssa Conley Tamzin Thomas Carina Horn                           | Ghana Flings Owusu-Agyapong Gemma Acheampong Beatrice Gyaman Janet Amponsah                              | Elfenbeinküste Adeline Gouénon Marie-Josée Ta Lou Nene Kanaté Murielle Ahouré                         |
| 2018                  | Asaba                 | Nigeria Joy Udo-Gabriel Blessing Okagbare Tobi Amusan Rosemary Chukwuma                    | Elfenbeinküste Adeline Gouenon Karel Elodie Ziketh Rosvitha Okou Marie-Josée Ta Lou                      | Kenia Eunice Kadogo Millicent Ndoro Joan Cherono Fresha Mwangi                                        |
| 2022                  | Port Louis            | NigeriaPraise Idamadudu Tima Godbless Praise Ofoku Tobi Amusan                             | Südafrika Marzaan Loots Banele Shabangu Charlize Eilerd Phindile Kubheka                                 | Gambia Fatou Sowe Maimouna Jallow Nyimasata Jawneh Gina Bass                                          |
| 2024                  | Douala                | NigeriaJustina Tiana Eyakpobeyan Tima Godbless Olayinka Olajide Tobi Amusan Adaobi Tabugbo | Ghana Mary Boakye Anita Afrifa Halutie Hor Deborah Acheampong                                            | Liberia Destiny Smith-Barnett Maia McCoy Ebony Morrison Thelma Davies Symone Darius                   |

### 4 × 400 m Staffel
| Afrikameisterschaften | Afrikameisterschaften | Gold                                                                               | Silber                                                                                         | Bronze                                                                                         |
| --------------------- | --------------------- | ---------------------------------------------------------------------------------- | ---------------------------------------------------------------------------------------------- | ---------------------------------------------------------------------------------------------- |
| 1979                  | Dakar                 | Ghana Hannah Afriyie Grace Bakari Georgina Aidou Gladys Konadu                     | Kenia Rose Tata Ruth Waithera Mary Chemweno ?                                                  | Nigeria Gloria Ayanyala Kehinde Vaughan Asele Woy Joan Elumelu                                 |
| 1982                  | Kairo                 | Kenia Selina Chirchir Ruth Atuti Mary Chepkemboi Frida Kiptala                     | Uganda Evelyn Adiru Farida Kyakutema Ruth Kyalisima Margaret Komugisha                         | Marokko Fatima Aouam Nawal El Moutawakel Fatima Salahi Chaïbia Bilali                          |
| 1984                  | Rabat                 | Kenia Justina Chepchirchir Esther Kawaya Ruth Atuti Mable Esendi                   | Ghana Mercy Addy Martha Appiah Doris Wiredu ?                                                  | Marokko Fatima Aouam Nawal El Moutawakel ? ?                                                   |
| 1985                  | Kairo                 | Nigeria Airat Bakare Maria Usifo Kehinde Vaughan Sadia Showunmi                    | Kenia Selina Jeruto Mary Chemweno Selina Chirchir Esther Kawaya                                | Ghana Mary Mensah Veronica Bawuah Doris Wiredu Ayishetu Adam                                   |
| 1988                  | Annaba                | Uganda Jane Ajilo Ruth Kyalisima Grace Buzu Farida Kyakutema                       | Elfenbeinküste Marie Womplou Alimata Koné Louise Koré Célestine N’Drin                         | Marokko Fatima Aouam Nezha Bidouane Chadia Moubtakir Fatima Najjam                             |
| 1989                  | Lagos                 | Nigeria Airat Bakare Falilat Ogunkoya Charity Opara Fatima Yusuf                   | Kenia                                                                                          | Elfenbeinküste                                                                                 |
| 1990                  | Kairo                 | Nigeria Omolade Akinremi Omotayo Akinremi Charity Opara Fatima Yusuf               | Kenia Rose Tata-Muya Ruth Onsarigo Isabella Mushilla Selina Tanui                              | Mauritius Christine Duvergé Sheila Seebaluck Jane Thondojee Gilliane Quirin                    |
| 1992                  | Belle Vue Maurel      | Nigeria Omolade Akinremi Omotayo Akinremi Christy Akinremi Airat Bakare            | Südafrikanische Union Marcel Winkler Madele Naude Lana Uys Myrtle Bothma                       | Mauritius Nadine Benoît Sandra Govinden Sheila Seebaluck Gilliane Quirin                       |
| 1993                  | Durban                | Nigeria Omolade Akinremi Omotayo Akinremi Emily Odoemenam Mary Onyali-Omagbemi     | Südafrikanische Union Evette de Klerk Lana Uys Marinda Fourie Adri Schoeman                    | Ghana Helena Amoako Helena Wrappah Nabiama Salifu Agnes Yaa Nuamah                             |
| 1996                  | Yaoundé               | Nigeria Saidat Onanuga Calister Uba Caroline Avbovbede Folashade Ogundemi          | Kamerun Myriam Léonie Mani Mireille Nguimgo Madeleine Ndongo Mbazoa Claudine Komgang           | Gabun Geneviève Obone Fine Azogoua Patricia Obone Diane Zancy                                  |
| 1998                  | Dakar                 | Nigeria Folashade Ogundemi Rosemary Okafor Doris Jacob Falilat Ogunkoya            | Senegal Mame Tacko Diouf Amy Mbacké Thiam Aminata Diouf Gnima Touré                            | Kamerun Myriam Léonie Mani Sylvie Mballa Éloundou Mireille Nguimgo Claudine Komgang            |
| 2000                  | Algier                | Kamerun Mireille Nguimgo Hortense Béwouda Claudine Komgang Myriam Léonie Mani      | Marokko Bouchra Zboured Samira Raïf Hasna Benhassi Soumiya Laabani                             | Algerien Amel Baraket Hadjira Sifouani Nahida Touhami Khadidja Touati                          |
| 2002                  | Radès                 | Nigeria Hajarat Yusuf Oluyemi Fagbamila Pauline Ibeagha Kudirat Akhigbe            | Algerien Houria Moussa Sarah Bouaoudia Nahida Touhami Sarah Arrous                             | Tunesien Maha Chaouachi Amel Tlili Abir Nakhli Awatef Ben Hassine                              |
| 2004                  | Brazzaville           | Senegal Fatou Bintou Fall Mame Tacko Diouf Aïda Diop Amy Mbacké Thiam              | Südafrika Surita Febbraio Adri Schoeman Heide Seyerling Estie Wittstock                        | Kamerun Hortense Béwouda Carole Kaboud Mebam Muriel Noah Ahanda Delphine Atangana              |
| 2006                  | Bambous               | Südafrika Amanda Kotze Estie Wittstock Janet Wienand Heide Seyerling               | Nigeria Alice Nwosu Mary Onyemuwa Kate Obilor Christiana Ekpukhon                              | Kenia Josephine Nyarunda Elizabeth Muthuka Annet Mwanzi Lukhuyi Florence Wasike                |
| 2008                  | Addis Abeba           | Nigeria Oluoma Nwoke Folashade Abugan Endurance Abinuwa Joy Eze                    | Kenia Florence Wasike Charity Wandia Joy Sakari Pamela Jelimo                                  | Senegal Fatou Diabaye Mame Fatou Faye Maty Salame Ndèye Fatou Soumah                           |
| 2010                  | Nairobi               | Nigeria Folashade Abugan Margaret Etim Bukola Abogunloko Muizat Ajoke Odumosu      | Kenia Grace Miroyo Kidake Catherine Nandi Maureen Jelagat Maiyo Janeth Jepkosgei Busienei      | Senegal Ndèye Fatou Soumah Fatou Diabaye Marietou Badji Amy Mbacké Thiam                       |
| 2012                  | Porto-Novo            | Nigeria Endurance Abinuwa Omolara Omotoso Margaret Etim Bukola Abogunloko          | Botswana Goitseone Seleka Lydia Mashila Oarabile Babolayi Amantle Montsho                      | Senegal Mame Fatou Faye Amy Mbacké Thiam Fatou Diabaye Ndèye Fatou Soumah                      |
| 2014                  | Marrakesch            | Nigeria Patience Okon George Regina George Ada Benjamin Folashade Abugan           | Kenia Jacinter Shikanda Francisca Koki Manunga Janeth Jepkosgei Busienei Maureen Jelagat Maiyo | Botswana Goitseone Seleka Lydia Mashila Loungo Matlhaku Christine Botlogetswe                  |
| 2016                  | Durban                | Südafrika Wenda Nel Justine Palframan Jeanelle Griesel Caster Semenya              | Nigeria Omolara Omotosho Regina George Patience Okon George Yinka Ajayi                        | Kenia Maureen Jelagat Maiyo Jacinter Shikanda Maureen Nyatichi Thomas Margaret Nyairera Wambui |
| 2018                  | Asaba                 | Nigeria Patience Okon George Abike Egbeniyi Folashade Abugan Yinka Ajayi           | Kenia Maureen Jelagat Maiyo Hellen Syombua Nevian Michira Veronica Mutua                       | Sambia Quincy Malekani Abygirl Sepiso Majory Chisanga Rhoda Njobvu                             |
| 2022                  | Port Louis            | SüdafrikaZenéy van der Walt Taylon Bieldt Miranda Coetzee Precious Molepo          | Kenia Veronica Mutua Jacinter Shikanda Hellen Syombua Joan Cherono                             | Nigeria Deborah Oke Queen Usunobun Ella Onojuvwevwo Patience Okon George                       |
| 2024                  | Douala                | NigeriaPatience Okon George Esther Elo Joseph Omolara Ogunmakinju Ella Onojuvwevwo | Sambia Rhoda Njobvu Niddy Mingilishi Quincy Malekani Abygirl Sepiso                            | Kenia Joan Cherono Veronica Mutua Esther Mbagari Mercy Chebet                                  |

### 20 km Gehen
| Afrikameisterschaften | Afrikameisterschaften | Gold               | Silber               | Bronze              |
| --------------------- | --------------------- | ------------------ | -------------------- | ------------------- |
| 2004                  | Brazzaville           | Grace Wanjiru Njue | Nicolene Cronjé      | Bahia Boussad       |
| 2006                  | Bambous               | Nagwa Ibrahim Ali  | Arasa Asnaksh Abissa | Ghania Amzal        |
| 2008                  | Addis Abeba           | Grace Wanjiru Njue | Arasa Asnaksh Abissa | Mary Njoki          |
| 2010                  | Nairobi               | Grace Wanjiru Njue | Chaima Trabelsi      | Aynalem Eshetu      |
| 2012                  | Porto-Novo            | Grace Wanjiru Njue | Olfa Lafi            | Aynalem Eshetu      |
| 2014                  | Marrakesch            | Grace Wanjiru Njue | Emily Wamusyi Ngii   | Askale Tiksa        |
| 2016                  | Durban                | Grace Wanjiru Njue | Yehualeye Beletew    | Chahinez Nasri      |
| 2018                  | Asaba                 | Yehualeye Beletew  | Grace Wanjiru Njue   | Chahinez Nasri      |
| 2022                  | Port Louis            | Emily Wamusyi Ngii | Yehualeye Beletew    | Sylvia Kemboi       |
| 2024                  | Douala                | Sintayehu Masire   | Souad Azzi           | Margret Gati Chacha |

### Hochsprung
| Afrikameisterschaften | Afrikameisterschaften | Gold                 | Silber              | Bronze               |
| --------------------- | --------------------- | -------------------- | ------------------- | -------------------- |
| 1979                  | Dakar                 | Kawther Akrémi       | Elizabeth Ezo       | Fernande Agnentchoué |
| 1982                  | Kairo                 | Fernande Agnentchoué | Salimata Coulibaly  | Lucienne N'Da        |
| 1984                  | Rabat                 | Awa Dioum-Ndiaye     | Lucienne N'Da       | Salimata Coulibaly   |
| 1985                  | Kairo                 | Awa Dioum-Ndiaye     | Kawther Akrémi      | Lucienne N'Da        |
| 1988                  | Annaba                | Lucienne N'Da        | Constance Senghor   | Salimata Coulibaly   |
| 1989                  | Lagos                 | Lucienne N'Da        | Nkechi Madubuko     | Yasmina Azzizi       |
| 1990                  | Kairo                 | Lucienne N'Da        | Stella Agbaegbu     | Ifeanyi Aduba        |
| 1992                  | Belle Vue Maurel      | Lucienne N'Da        | Charmaine Weavers   | Desiré du Plessis    |
| 1993                  | Durban                | Charmaine Weavers    | Lucienne N'Da       | Desiré du Plessis    |
| 1996                  | Yaoundé               | Irène Tiendrébéogo   | Lolita Nack         | Jeanine Blé          |
| 1998                  | Dakar                 | Hestrie Storbeck     | Irène Tiendrébéogo  | Nkechinyere Mbaoma   |
| 2000                  | Algier                | Hind Bounouar        | Amina Lemgherbi     | Hamida Benhocine     |
| 2002                  | Radès                 | Hestrie Cloete       | Amina Lemgherbi     | Hanène Dhouibi       |
| 2004                  | Brazzaville           | Hestrie Cloete       | Samantha Dodd       | Janice Josephs       |
| 2006                  | Bambous               | Rene van der Merwe   | Nneka Ukuh          | Sara Bouaoudia       |
| 2008                  | Addis Abeba           | Anika Smit           | Marcoleen Pretorius | Marizca Gertenbach   |
| 2010                  | Nairobi               | Selloane Tsoaeli     | Lissa Labiche       | Cherotich Koech      |
| 2012                  | Porto-Novo            | Lissa Labiche        | Anika Smit          | Rhizlane Siba        |
| 2014                  | Marrakesch            | Rhizlane Siba        | Basant Hassan       | Ariyat Dibow Ubang   |
| 2016                  | Durban                | Lissa Labiche        | Doreen Amata        | Basant Hassan        |
| 2018                  | Asaba                 | Erika Seyama         | Hoda Hagras         | Ariyat Dibow Ubang   |
| 2022                  | Port Louis            | Rose Yeboah          | Temitope Adeshina   | Yvonne Robson        |
| 2024                  | Douala                | Rose Yeboah          | Temitope Adeshina   | Fatoumata Balley     |

### Stabhochsprung
| Afrikameisterschaften | Afrikameisterschaften | Gold              | Silber           | Bronze                          |
| --------------------- | --------------------- | ----------------- | ---------------- | ------------------------------- |
| 2000                  | Algier                | Syrine Balti      | Annelie van Wyk  | Rasha Abdel Khalek              |
| 2002                  | Radès                 | Syrine Balti      | Aïda Mohsni      | Asma Akkari                     |
| 2004                  | Brazzaville           | Syrine Balti      | Samantha Dodd    | Nancy Cheekoussen               |
| 2006                  | Bambous               | Syrine Balti      | Nisrine Dinar    | Lindi Roux                      |
| 2008                  | Addis Abeba           | Leila Ben Youssef | Nisrine Dinar    | Lætitia Berthier                |
| 2010                  | Nairobi               | Nisrine Dinar     | Lætitia Berthier | Alima Ouattara                  |
| 2012                  | Porto-Novo            | Syrine Balti      | Juanita Stander  | Dorra Mahfoudhi Jeannie van Dyk |
| 2014                  | Marrakesch            | Syrine Balti      | Nisrine Dinar    | Dorra Mahfoudhi                 |
| 2016                  | Durban                | Syrine Balti      | Dorra Mahfoudhi  | Nisrine Dinar                   |
| 2018                  | Asaba                 | Dorra Mahfoudhi   | Dina el-Tabaa    | Nesrine Brinis                  |
| 2022                  | Port Louis            | Mirè Reinstorf    | Dorra Mahfoudhi  | Nicole Janse van Rensburg       |
| 2024                  | Douala                | Mirè Reinstorf    | Dorra Mahfoudhi  |                                 |

### Weitsprung
| Afrikameisterschaften | Afrikameisterschaften | Gold                   | Silber                   | Bronze                  |
| --------------------- | --------------------- | ---------------------- | ------------------------ | ----------------------- |
| 1979                  | Dakar                 | Bella Bell-Gam         | Florence Ochonogor       | Janet Yawson            |
| 1982                  | Kairo                 | Jacinta Serete         | Ifaf Abdel Fatah Mohamed | Soheir Mohamed Ahmed    |
| 1984                  | Rabat                 | Marianne Mendoza       | Basma Gharbi             | Dalila Tayebi           |
| 1985                  | Kairo                 | Marianne Mendoza       | Grace Armah              | Caroline Nwajei         |
| 1988                  | Annaba                | Juliana Yendork        | Néné Sangharé            | Fatou Tambédou          |
| 1989                  | Lagos                 | Chioma Ajunwa          | Beatrice Utondu          | Christy Opara           |
| 1990                  | Kairo                 | Chioma Ajunwa          | Stella Emefesi           | Nagwa Abd el-Hay Riad   |
| 1992                  | Belle Vue Maurel      | Karen Botha            | Stella Emefesi           | Maryna van Niekerk      |
| 1993                  | Durban                | Christy Opara-Thompson | Beatrice Utondu          | Hiwot Sisay             |
| 1996                  | Yaoundé               | Grace Umelo            | Béryl Laramé             | Kéné Ndoye              |
| 1998                  | Dakar                 | Chioma Ajunwa          | Chinedu Odozor           | Baya Rahouli            |
| 2000                  | Algier                | Kéné Ndoye             | Elisa Cossa              | Béryl Laramé            |
| 2002                  | Radès                 | Françoise Mbango Etone | Kéné Ndoye               | Chinedu Odozor          |
| 2004                  | Brazzaville           | Kéné Ndoye             | Kadiatou Camara          | Yah Koïta               |
| 2006                  | Bambous               | Joséphine Mbarga-Bikié | Kéné Ndoye               | Chinaza Amadi           |
| 2008                  | Addis Abeba           | Janice Josephs         | Chinaza Amadi            | Patricia Soman          |
| 2010                  | Nairobi               | Blessing Okagbare      | Comfort Onyali           | Jamaa Chnaik            |
| 2012                  | Porto-Novo            | Blessing Okagbare      | Janice Josephs           | Lynique Prinsloo        |
| 2014                  | Marrakesch            | Ese Brume              | Chinaza Amadi            | Joëlle Mbumi Nkouindjin |
| 2016                  | Durban                | Ese Brume              | Joëlle Mbumi Nkouindjin  | Marlyne Sarah Ngongoa   |
| 2018                  | Asaba                 | Ese Brume              | Marthe Koala             | Lynique Beneke          |
| 2022                  | Port Louis            | Marthe Koala           | Yousra Lajdoud           | Esraa Owis              |
| 2024                  | Douala                | Ese Brume              | Marthe Koala             | Danielle Nolte          |

### Dreisprung
| Afrikameisterschaften | Afrikameisterschaften | Gold                    | Silber                     | Bronze                 |
| --------------------- | --------------------- | ----------------------- | -------------------------- | ---------------------- |
| 1992                  | Belle Vue Maurel      | Awa Dioum-Ndiaye        | Ndounga Kolossi            | Sonya Agbéssi          |
| 1993                  | Durban                | Petrusa Swart           | Béryl Laramé               | Sonya Agbéssi          |
| 1996                  | Yaoundé               | Kéné Ndoye              | Abiola Williams            | Françoise Mbango Etone |
| 1998                  | Dakar                 | Baya Rahouli            | Chinedu Odozor             | Kéné Ndoye             |
| 2000                  | Algier                | Baya Rahouli            | Françoise Mbango Etone     | Kéné Ndoye             |
| 2002                  | Radès                 | Françoise Mbango Etone  | Kéné Ndoye                 | Baya Rahouli           |
| 2004                  | Brazzaville           | Yamilé Aldama           | Kéné Ndoye                 | Mariette Mien          |
| 2006                  | Bambous               | Yamilé Aldama           | Kéné Ndoye                 | Otonye Iworima         |
| 2008                  | Addis Abeba           | Françoise Mbango Etone  | Yamilé Aldama              | Chinonye Ohadugha      |
| 2010                  | Nairobi               | Sarah Nambawa           | Nkurika Domeke             | Otonye Iworima         |
| 2012                  | Porto-Novo            | Sarah Nambawa           | Charlene Potgieter         | Jamaa Chnaik           |
| 2014                  | Marrakesch            | Joëlle Mbumi Nkouindjin | Nadia Eke                  | Blessing Ibrahim       |
| 2016                  | Durban                | Nadia Eke               | Joëlle Mbumi Nkouindjin    | Patience Ntshingila    |
| 2018                  | Asaba                 | Grace Anigbata          | Zinzi Chabangu             | Lerato Sechele         |
| 2022                  | Port Louis            | Sangoné Kandji          | Saly Sarr                  | Véronique Kossenda Rey |
| 2024                  | Douala                | Saly Sarr               | Anne-Suzanna Fosther-Katta | Véronique Kossenda Rey |

### Kugelstoßen
| Afrikameisterschaften | Afrikameisterschaften | Gold                    | Silber                | Bronze                  |
| --------------------- | --------------------- | ----------------------- | --------------------- | ----------------------- |
| 1979                  | Dakar                 | Odette Mistoul          | Grace Apiafi          | Joyce Aciro             |
| 1982                  | Kairo                 | Odette Mistoul          | Souad Malloussi       | Herina Malit            |
| 1984                  | Rabat                 | Odette Mistoul          | Souad Malloussi       | Aïcha Dahmous           |
| 1985                  | Kairo                 | Souad Malloussi         | Agnès Tchuinté        | Odette Mistoul          |
| 1988                  | Annaba                | Hanan Ahmed Khaled      | Souad Malloussi       | Jeanne Ngo Minyemeck    |
| 1989                  | Lagos                 | Hanan Ahmed Khaled      | Mariam Nnodu          | Ann Otutu               |
| 1990                  | Kairo                 | Hanan Ahmed Khaled      | Elizabeth Olaba       | Fouzia Fatihi           |
| 1992                  | Belle Vue Maurel      | Fouzia Fatihi           | Hanan Ahmed Khaled    | Elizabeth Olaba         |
| 1993                  | Durban                | Louise Meintjies        | Elizabeth Olaba       | Luzanda Swanepoel       |
| 1996                  | Yaoundé               | Hanan Ahmed Khaled      | Wafaa Ismail Baghdadi | Oumou Traoré            |
| 1998                  | Dakar                 | Veronica Abrahamse      | Amel Ben Khaled       | Hanan Ahmed Khaled      |
| 2000                  | Algier                | Hanaa Salah el-Melegi   | Amel Ben Khaled       | Wafaa Ismail Baghdadi   |
| 2002                  | Radès                 | Vivian Chukwuemeka      | Amel Ben Khaled       | Wafaa Ismail Baghdadi   |
| 2004                  | Brazzaville           | Wafaa Ismail Baghdadi   | Amel Ben Khaled       | Alifatou Djibril        |
| 2006                  | Bambous               | Vivian Chukwuemeka      | Wafaa Ismail Baghdadi | Monique Ngo Ngoué-Poree |
| 2008                  | Addis Abeba           | Vivian Chukwuemeka      | Kasey Onmuchekwa      | Veronica Abrahamse      |
| 2010                  | Nairobi               | Mariam Ibekwe           | Priscilla Isiao       | Doris Ratsimbazafy      |
| 2012                  | Porto-Novo            | Chinwe Okoro            | Omotayo Talabi        | Auriol Dongmo Mekemnang |
| 2014                  | Marrakesch            | Auriol Dongmo Mekemnang | Chinwe Okoro          | Lezaan Jordaan          |
| 2016                  | Durban                | Auriol Dongmo Mekemnang | Nwanneka Okwelogu     | Chioma Onyekwere        |
| 2018                  | Asaba                 | Ischke Senekal          | Jéssica Inchude       | Meike Strydom           |
| 2022                  | Port Louis            | Ischke Senekal          | Carine Mékam          | Zonica Lindeque         |
| 2024                  | Douala                | Ashley Erasmus          | Miné de Klerk         | Colette Uys             |

### Diskuswurf
| Afrikameisterschaften | Afrikameisterschaften | Gold              | Silber               | Bronze                   |
| --------------------- | --------------------- | ----------------- | -------------------- | ------------------------ |
| 1979                  | Dakar                 | Zoubida Laayouni  | Fathia Jerbi         | Helen Alyek              |
| 1982                  | Kairo                 | Zoubida Laayouni  | Helen Alyek          | Filomena Silva           |
| 1984                  | Rabat                 | Zoubida Laayouni  | Aïcha Dahmous        | Chérifa Meskaoui         |
| 1985                  | Kairo                 | Zoubida Laayouni  | Mariette van Heerden | Aïcha Dahmous            |
| 1988                  | Annaba                | Grace Apiafi      | Hanan Ahmed Khaled   | Zoubida Laayouni         |
| 1989                  | Lagos                 | Zoubida Laayouni  | Hanan Ahmed Khaled   | Nabila Mouelhi           |
| 1990                  | Kairo                 | Zoubida Laayouni  | Hanan Ahmed Khaled   | Elizabeth Olaba          |
| 1992                  | Belle Vue Maurel      | Lizette Etsebeth  | Nanette van der Walt | Zoubida Laayouni         |
| 1993                  | Durban                | Lizette Etsebeth  | Nanette van der Walt | Sandra Willms            |
| 1996                  | Yaoundé               | Monia Kari        | Caroline Fournier    | Felicia Nkiru Ojiego     |
| 1998                  | Dakar                 | Elizna Naudé      | Caroline Fournier    | Hanan Ahmed Khaled       |
| 2000                  | Algier                | Monia Kari        | Ndoumbé Gaye         | Felicia Nkiru Ojiego     |
| 2002                  | Radès                 | Monia Kari        | Vivian Chukwuemeka   | Elizna Naudé             |
| 2004                  | Brazzaville           | Elizna Naudé      | Alifatou Djibril     | Hiba Meshili Abu Zaghari |
| 2006                  | Bambous               | Elizna Naudé      | Vivian Chukwuemeka   | Kazai Suzanne Kragbé     |
| 2008                  | Addis Abeba           | Elizna Naudé      | Kazai Suzanne Kragbé | Simoné du Toit           |
| 2010                  | Nairobi               | Elizna Naudé      | Kazai Suzanne Kragbé | Sarah Hasseib Dardiri    |
| 2012                  | Porto-Novo            | Chinwe Okoro      | Elizna Naudé         | Kazai Suzanne Kragbé     |
| 2014                  | Marrakesch            | Chinwe Okoro      | Nwanneka Okwelogu    | Amina Moudden            |
| 2016                  | Durban                | Nwanneka Okwelogu | Chinwe Okoro         | Chioma Onyekwere         |
| 2018                  | Asaba                 | Chioma Onyekwere  | Chinwe Okoro         | Ischke Senekal           |
| 2022                  | Port Louis            | Chioma Onyekwere  | Nora Monie           | Obiageri Amaechi         |
| 2024                  | Douala                | Ashley Anumba     | Obiageri Amaechi     | Chioma Onyekwere         |

### Hammerwurf
| Afrikameisterschaften | Afrikameisterschaften | Gold              | Silber            | Bronze           |
| --------------------- | --------------------- | ----------------- | ----------------- | ---------------- |
| 1998                  | Dakar                 | Caroline Fournier | Marwa Hussein     | Djida Yalloulène |
| 2000                  | Algier                | Caroline Fournier | Marwa Hussein     | Djida Yalloulène |
| 2002                  | Radès                 | Marwa Hussein     | Caroline Fournier | Hayat el-Ghazi   |
| 2004                  | Brazzaville           | Marwa Hussein     | Mouna Dani        | Hayat el-Ghazi   |
| 2006                  | Bambous               | Marwa Hussein     | Blessing Egwu     | Menakshee Totah  |
| 2008                  | Addis Abeba           | Marwa Hussein     | Florence Ezeh     | Funke Adeoye     |
| 2010                  | Nairobi               | Amy Sène          | Marwa Hussein     | Florence Ezeh    |
| 2012                  | Porto-Novo            | Amy Sène          | Lætitia Bambara   | Sarah Bensaad    |
| 2014                  | Marrakesch            | Lætitia Bambara   | Amy Sène          | Sarah Bensaad    |
| 2016                  | Durban                | Amy Sène          | Lætitia Bambara   | Sarah Bensaad    |
| 2018                  | Asaba                 | Soukaina Zakkour  | Temi Ogunrinde    | Jennifer Batu    |
| 2022                  | Port Louis            | Oyesade Olatoye   | Zouina Bouzebra   | Rawan Barakat    |
| 2024                  | Douala                | Zahra Tatar       | Oyesade Olatoye   | Zouina Bouzebra  |

### Speerwurf
| Afrikameisterschaften | Afrikameisterschaften | Gold                | Silber                    | Bronze                        |
| --------------------- | --------------------- | ------------------- | ------------------------- | ----------------------------- |
| 1979                  | Dakar                 | Agnès Tchuinté      | Eunice Nekesa             | Constance Rwabiryagye         |
| 1982                  | Kairo                 | Agnès Tchuinté      | Fatiha Belamghar          | Eunice Nekesa                 |
| 1984                  | Rabat                 | Ténin Camara        | Samira Benhamza           | Naïma Fouad                   |
| 1985                  | Kairo                 | Agnès Tchuinté      | Samia Djémaa              | Samira Benhamza               |
| 1988                  | Annaba                | Yasmina Azzizi      | Samia Djémaa              | Schola Mujawamaria            |
| 1989                  | Lagos                 | Chinweoke Chikwelu  | Milka Johnson             | Yasmina Azzizi                |
| 1990                  | Kairo                 | Seraphine Nyauma    | Matilda Kisava            | Kate Nwani                    |
| 1992                  | Belle Vue Maurel      | Seraphine Nyauma    | Liezel Roux               | Rhona Dwinger                 |
| 1993                  | Durban                | Liezel Roux         | Rhona Dwinger             | Michelle Bradbury             |
| 1996                  | Yaoundé               | Fatma Zouhour Toumi | Lindy Leveaux             | Monique Djikada               |
| 1998                  | Dakar                 | Lindy Leveaux       | Bernadette Ravina         | Monique Djikada               |
| 2000                  | Algier                | Aïda Sellam         | Lindy Leveaux             | Hanaa Salah el-Melegi         |
| 2002                  | Radès                 | Aïda Sellam         | Sorochukwu Ihuefo         | Bernadette Ravina             |
| 2004                  | Brazzaville           | Sunette Viljoen     | Aïda Sellam               | Cecilia Kiplagat              |
| 2006                  | Bambous               | Justine Robbeson    | Sunette Viljoen           | Lindy Leveaux                 |
| 2008                  | Addis Abeba           | Sunette Viljoen     | Lindy Leveaux-Agricole    | Hana’a Omar                   |
| 2010                  | Nairobi               | Sunette Viljoen     | Justine Robbeson          | Hana’a Omar                   |
| 2012                  | Porto-Novo            | Margaret Simpson    | Justine Robbeson          | Gerlize de Klerk              |
| 2014                  | Marrakesch            | Sunette Viljoen     | Zuta Mary Nartey          | Selma Rosun                   |
| 2016                  | Durban                | Sunette Viljoen     | Jo-Ane van Dyk            | Pascaline Adjimon Adanhouegbe |
| 2018                  | Asaba                 | Kelechi Nwanaga     | Jo-Ane van Dyk            | Josephine Lalam               |
| 2022                  | Port Louis            | Jo-Ane van Dyk      | Mckyla van der Westhuizen | Jana van Schalkwyk            |
| 2024                  | Douala                | Jo-Ane van Dyk      | Jana van Schalkwyk        | Josephine Lalam               |

### Siebenkampf
| Afrikameisterschaften | Afrikameisterschaften | Gold                  | Silber                   | Bronze                   |
| --------------------- | --------------------- | --------------------- | ------------------------ | ------------------------ |
| 1982                  | Kairo                 | Chérifa Meskaoui      | Margaret Bisereko        | Frida Kiptala            |
| 1984                  | Rabat                 | Chérifa Meskaoui      | Frida Kiptala            | Nacèra Achir             |
| 1985                  | Kairo                 | Chérifa Meskaoui      | Nacèra Achir             | Yasmina Azzizi           |
| 1988                  | Annaba                | Yasmina Azzizi        | Marie-Lourdes Ally Samba | Huda Hashem Ismail       |
| 1989                  | Lagos                 | Yasmina Azzizi        | Nacèra Achir             | Chinweoke Chikwelu       |
| 1990                  | Kairo                 | Albertine Koutouan    | Huda Hashem Ismail       | Marie-Lourdes Ally Samba |
| 1992                  | Belle Vue Maurel      | Chrisna Oosthuizen    | Caroline Kola            | Albertine Koutouan       |
| 1993                  | Durban                | Chrisna Oosthuizen    | Maralize Visser          | Caroline Kola            |
| 1996                  | Yaoundé               | Caroline Kola         | Anne-Marie Mouri-Nkeng   | Adélaïde Koudougnon      |
| 1998                  | Dakar                 | Patience Itanyi       | Mary Dolly Zé Oyono      | Paulette Mendy           |
| 2000                  | Algier                | Yasmina Azzizi-Kettab | Maralize Fouché          | Patience Itanyi          |
| 2002                  | Radès                 | Margaret Simpson      | Stéphanie Domaingue      | Imène Chatbri            |
| 2004                  | Brazzaville           | Margaret Simpson      | Janice Josephs           | Céline Laporte           |
| 2006                  | Bambous               | Janice Josephs        | Céline Laporte           | Nadège Essama Foe        |
| 2008                  | Addis Abeba           | Patience Okoro        | Florence Wasike          | Nadège Essama Foe        |
| 2010                  | Nairobi               | Margaret Simpson      | Janet Wienand            | Selloane Tsoaeli         |
| 2012                  | Porto-Novo            | Yasmina Omrani        | Gabriela Kouassi         | Bianca Erwee             |
| 2014                  | Marrakesch            | Marthe Koala          | Elizabeth Dadzie         | Bianca Erwee             |
| 2016                  | Durban                | Uhunoma Osazuwa       | Marthe Koala             | Elizabeth Dadzie         |
| 2018                  | Asaba                 | Odile Ahouanwanou     | Marthe Koala             |                          |
| 2022                  | Port Louis            | Odile Ahouanwanou     | Shannon Verster          | Nada Chroudi             |
| 2024                  | Douala                | Odile Ahouanwanou     | Adèle Mafogang           | Shannon Verster          |

## Nicht mehr ausgetragene Wettbewerbe

### 3000 m
Diese Disziplin wurde bei den Afrikameisterschaften zwischen 1979 und 1993 sowie 1998 ausgetragen und anschließend gestrichen.
| Afrikameisterschaften | Afrikameisterschaften | Gold                     | Silber                  | Bronze           |
| --------------------- | --------------------- | ------------------------ | ----------------------- | ---------------- |
| 1979                  | Dakar                 | Sakina Boutamine         | Rose Thomson            | Hassania Darami  |
| 1982                  | Kairo                 | Justina Chepchirchir     | Lenah Jemutai Cheruiyot | Hassania Darami  |
| 1984                  | Rabat                 | Mary Chepkemboi          | Regina Chemeli          | Leïla Bendahmane |
| 1985                  | Kairo                 | Hellen Kimaiyo Kipkoskei | Hassania Darami         | Regina Chemeli   |
| 1988                  | Annaba                | Fatima Aouam             | Josiane Boullé          | Tigist Moreda    |
| 1989                  | Lagos                 | Hellen Kimaiyo Kipkoskei | Jane Ngotho             | Luchia Yishak    |
| 1990                  | Kairo                 | Derartu Tulu             | Luchia Yishak           | Margaret Ngotho  |
| 1992                  | Belle Vue Maurel      | Derartu Tulu             | Gwen Griffiths          | Getenesh Urge    |
| 1993                  | Durban                | Gwen Griffiths           | Merima Denboba          | Hellen Chepngeno |
| 1998                  | Dakar                 | Zahra Ouaziz             | Genet Gebregiorgis      | Yimenashu Taye   |

### 5000 m Bahngehen
Diese Disziplin wurde bei den Afrikameisterschaften zwischen 1988 und 1998 ausgetragen und anschließend durch das 10-km-Gehen auf der Straße ersetzt.
| Afrikameisterschaften | Afrikameisterschaften | Gold              | Silber            | Bronze              |
| --------------------- | --------------------- | ----------------- | ----------------- | ------------------- |
| 1988                  | Annaba                | Sabiha Mansouri   | Dalila Frihi      | Kheïra Sadat        |
| 1989                  | Lagos                 | Agnetha Chelimo   | Mercy Nyambura    |                     |
| 1990                  | Kairo                 | Agnetha Chelimo   | Méryem Kouch      | Amani Mohamed Adel  |
| 1992                  | Belle Vue Maurel      | Dounia Kara       | Maryse Pyndiah    | Susan Bingham       |
| 1993                  | Durban                | Dounia Kara       | Amsale Yakobe     | Felicita Falconer   |
| 1996                  | Yaoundé               | Dounia Kara       | Nagwa Ibrahim Ali | Monica Akoth        |
| 1998                  | Dakar                 | Nagwa Ibrahim Ali | Dounia Kara       | Anne-Hortense Ebéna |

### 10 km Gehen
Diese Disziplin wurde bei den Afrikameisterschaften 2000 und 2002 ausgetragen und anschließend durch das 20-km-Gehen ersetzt.
| Afrikameisterschaften | Afrikameisterschaften | Gold              | Silber            | Bronze             |
| --------------------- | --------------------- | ----------------- | ----------------- | ------------------ |
| 2000                  | Algier                | Bahia Boussad     | Nagwa Ibrahim Ali | Dounia Kara        |
| 2002                  | Radés                 | Nagwa Ibrahim Ali | Bahia Boussad     | Grace Wanjiru Njue |

### Fünfkampf
Diese Disziplin wurde bei den Afrikameisterschaften 1979 ausgetragen und anschließend durch den Siebenkampf der Frauen ersetzt.
| Afrikameisterschaften | Afrikameisterschaften | Gold           | Silber             | Bronze      |
| --------------------- | --------------------- | -------------- | ------------------ | ----------- |
| 1979                  | Dakar                 | Bella Bell-Gam | Florence Ochonogor | Julie Gomis |